# اندیس شمال شرق سلطان میدان
شمال شرق سلطان میدان یک اندیس فلزی است که در حوالی شهر مشکان استان خراسان قرار دارد و مادهٔ معدنی موجود در آن، مس است.سنگ میزبان این اندیس توف است  در این اندیس، پاراژنز‌های کوارتز یافت می‌شوند.